# Liste der Naturdenkmale in Bischheim (Donnersberg)
Die Liste der Naturdenkmale in Bischheim nennt die im Gemeindegebiet von Bischheim ausgewiesenen Naturdenkmale (Stand 28. März 2024).

## Ehemalige Naturdenkmale
| Nr. | Bezeichnung                                | Lage                                      | Beschreibung                                  | Bild                                    |
| --- | ------------------------------------------ | ----------------------------------------- | --------------------------------------------- | --------------------------------------- |
|     | Spitzahorn am Weg zum Sportplatz           | Hauptstraße Lage                          | Acer platanoides; Rechtsverordnung aufgehoben | Direkt Bild zu diesem Denkmal hochladen |
|     | Spitzahorn an der Kirchheimbolander Straße | Kirchheimbolander Straße, bei Nr. 13 Lage | Acer platanoides; Rechtsverordnung aufgehoben | Direkt Bild zu diesem Denkmal hochladen |